# Fehér Ferenc (politikus)
Fehér Ferenc (Zalaegerszeg, 1911. március 7. – Zalaegerszeg, 1988. november 12.) magyar politikus, kőműves, a Demokrata Néppárt országgyűlési képviselője.

## Élete

### Gyermek- és ifjúkora
Fehér György napszámos és Babics Anna legkisebb gyermeke. Tizenkilencen voltak testvérek. Római katolikus vallásban nevelkedett. Szülővárosában, Zalaegerszegen négy elemit végzett, majd három éven át ipariskolába járt, de nem fejezte be tanulmányait. Kőművessegéd lett, és különböző építkezéseken dolgozott Zala vármegyében és az ország más tájain.

### Politikai pályája
Már az 1930-as években belépett a Magyarországi Szociáldemokrata Pártba, majd az építőmunkások szakszervezetébe. A háború után is az SZDP-ben folytatta politikai szerepvállalását. Beválasztották a párt zalaegerszegi és szakmaközi bizottságába. 1946 augusztusában viszont - mivel Zalaegerszegen egyházközségi tagságot vállalt - kizárták a pártból. 1947 júliusában így csatlakozott a Demokrata Néppárthoz. Az 1947. augusztus 31-i országgyűlési választásokon a Zala vármegyei választókerületi listán mandátumot szerzett.
A parlamentbe kerülve aktív frakciómunkát végzett. Volt olyan ülés, amikor egyszerre három interpellációt is benyújtott. 1948 áprilisában azonban a Demokrata Néppártból is kilépett, mert Mindszenty József esztergomi érsek politikai nézeteinek erőteljesebb képviselését követelte volna pártjától. Ezután az országgyűlési ciklus végéig pártonkívüliként vett részt a törvényhozás munkájában.

### A diktatúra idején
Mandátumának lejárta után visszavonult a politikai élettől, de múltja miatt mégis csak alkalmi megbízásokat kapott. Csak 1952-ben jutott olyan állandó munkahelyhez az Andráshidai Állami Gazdaságban, amely biztosította ő és felesége megélhetését (gyermekük nem született).
1954. március 23-án azonban koholt vádak alapján letartóztatták. Több hónapos vizsgálat és kihallgatás után, 1955. augusztus végén a Fővárosi Bíróság szervezkedés és fegyverrejtegetés vádjával 6 év börtönre és teljes vagyonelkobzásra ítélte, amelyet másodfokon a Legfelsőbb Bíróság 1955. december elején megerősített. 1960 áprilisában szabadult, másfél évig még rendőri felügyelet alatt állt. Kiszabadulása után a Zala Megyei Állami Építőipari Vállalatnál kapott munkát, innen vonult nyugdíjba.

### Rehabilitációja
A rehabilitációját már nem élhette meg. Éppen a rendszerváltás hajnalán 1988-ban elhunyt. 1992-ben semmisítették meg törvénytelen ítéletét.